# مینا (کومونه)
مینا (به ایتالیایی: Meina) یک کومونه در ایتالیا است که در استان نووارا واقع شده‌است. مینا ۷٫۸ کیلومتر مربع مساحت و ۲٬۴۴۶ نفر جمعیت دارد و ۲۱۴ متر بالاتر از سطح دریا واقع شده‌است.